# Gervatius Uri Khob
Gervatius Uri Khob (3 aprile 1972) è un ex calciatore namibiano, di ruolo attaccante.

## Carriera

### Club
Ha giocato nella prima divisione namibiana.

### Nazionale
Con la nazionale namibiana partecipò alla Coppa d'Africa nel 1998.

## Palmarès

### Club

#### Competizioni nazionali
- Campionato namibiano: 1

Cheif Santos: 2003